# Сункус етруський
Сункус етруський або пахіура етруська, сункус малий (Suncus etruscus) — вид ссавців з родини мідицевих. Сункус етруський — найменший за масою ссавець (≈ 1.8 г). Ці тваринки люблять теплий і вологий клімат та широко поширені між 10 ° і 30 ° північної широти, що тягнеться від Європи і Північної Африки до Малайзії. Вони є відносно рідкісними і перебувають під загрозою зникнення в деяких країнах.

## Опис
Сункус етруський — мала, рухлива тваринка з довгим, вузьким і гладким писочком. Голова і тулуб довжиною від 35 до 48 мм, хвіст від 24 до 29 мм, ступні - 6,8 - 8,1 мм. Вага тіла 1.3-2 грами. Череп малий і плескуватий, довжина якого 28,1 мм. Хвіст вкритий щетинистими волосками.  Вуха відносно великі й опуклі. Зуби білі. У звірятка м'яке блискуче хутро сірого або коричневого кольору, та світло-сіре на животі. Взимку воно стає довшим, м'якішим, щільнішим і товщим.  Статевий диморфізм відсутній.
Має дуже велику швидкість серцебиття, від 1300 до 1511 ударів/хв. В середньому це приблизно 25 ударів на секунду.
У тварини виключна реакція і величезна для її розмірів фізична сила.

## Спосіб життя
Етруські землерийки живуть на самоті, за винятком під час шлюбного періоду. Тривалість життя, як правило, близько двох років.Тваринки захищають свої території, утворюючи шум та проявляючи ознаки агресивності..
Незважаючи на те, що звірятко вкрите шерстю, внаслідок теплообміну малесенька тваринка втрачає дуже багато тепла. Тому впродовж дня сункусу доводиться з’їдати удвічі більше власної маси. Тому майже не спить: і вночі шукає їжу.
Якщо їжі немає, сункус впадає у сплячку, скрутившись у клубок, щоб зменшити поверхню тепловіддачі, і біологічні процеси сповільнюються. Такий стан не може тривати більше двох годин.
Спочиває в тріщинах скель або між корінням дерев.

## Живлення
Тварина харчується переважно комахами, ящірками, дитинчатами земноводних, також споживає хробаків, равликів і павуків.
Може полювати на здобич такого ж розміру, як вона сама. Сункус вбиває велику здобич укусом в голову та відразу з'їдає її, але невелику частину забирає до свого гнізда. Під час полювання тварина в основному покладається на свої почуття дотику, а не на зір.
Сункус має такий апетит, наче людина, яка з’їдає щодня 150 кг їжі.

## Розмноження
Етруські землерийки зазвичай спаровуються з березня по жовтень, хоча самка може бути вагітною в будь-який час року. Пари зазвичай утворюються на весні. Період вагітності становить 27-28 днів, після чого народжується 2-6 дитинчат.Тваринки народжуються голими і сліпими, вагою всього 0,2 г. Після того як дитинчата відкривають очі (від 14 до 16 днів), вони дозрівають швидше. Сункус перестає годувати молоком, коли дитинчатам виповнюється 20 днів. Від трьох до чотирьох тижнів тварини стають незалежними та швидко дозрівають статево.

## Поширення
Південна Європа, Північна Африка, Близький Схід, Аравійський півострів, Центральна Азія, Південна Азія і Південно-Східна Азія, острів Борнео  від рівня моря до висоти 3000 м над рівнем моря.
Типовими місцями проживання є вологі природні схованки (щілини, гірські ущелини, руїни древніх будівель)  нижніх поясів гірських масивів, зарості уздовж узбережжя невеликих водойм. Часто зустрічається в місцях проживання людей - городах, садах, по краях полів. Представники цього виду риють нори або займають нори інших тварин (кротів, мишоподібних гризунів). Сункус уникає піщаних дюн, густих лісів та інтенсивно оброблюваних земель.

## Загрози
Нема ніяких серйозних загроз цьому виду в цілому. Але багато того, що йому шкодить. Найбільша загроза, в цьому плані, для сункуса походить від людської діяльності, зокрема, знищення його гніздівель і місць проживання в результаті землеробства. Сункус етруський, також чутливий до погодних змін, таких як холодні зими і посушливі періоди. Основні вороги хижі птахи, особливо сови.

## Охорона
Цей вид присутній в багатьох природоохоронних територіях. Включений до Додатка III Бернської конвенції.